# Postmünster
Postmünster è un comune tedesco di 2 345 abitanti, situato nel land della Baviera.